# Châsse de sainte Ursule
La châsse de sainte Ursule est une châsse dont le peintre Hans Memling a décoré les quatre faces d'un ensemble de tableaux, et de six médaillons sur le toit. Les peintures relatent l'histoire de sainte Ursule. Il s'agit d'une des grandes compositions du peintre « miniaturiste ». L'œuvre  date de 1489. La châsse est conservée au Musée Memling, de Bruges.

## Description

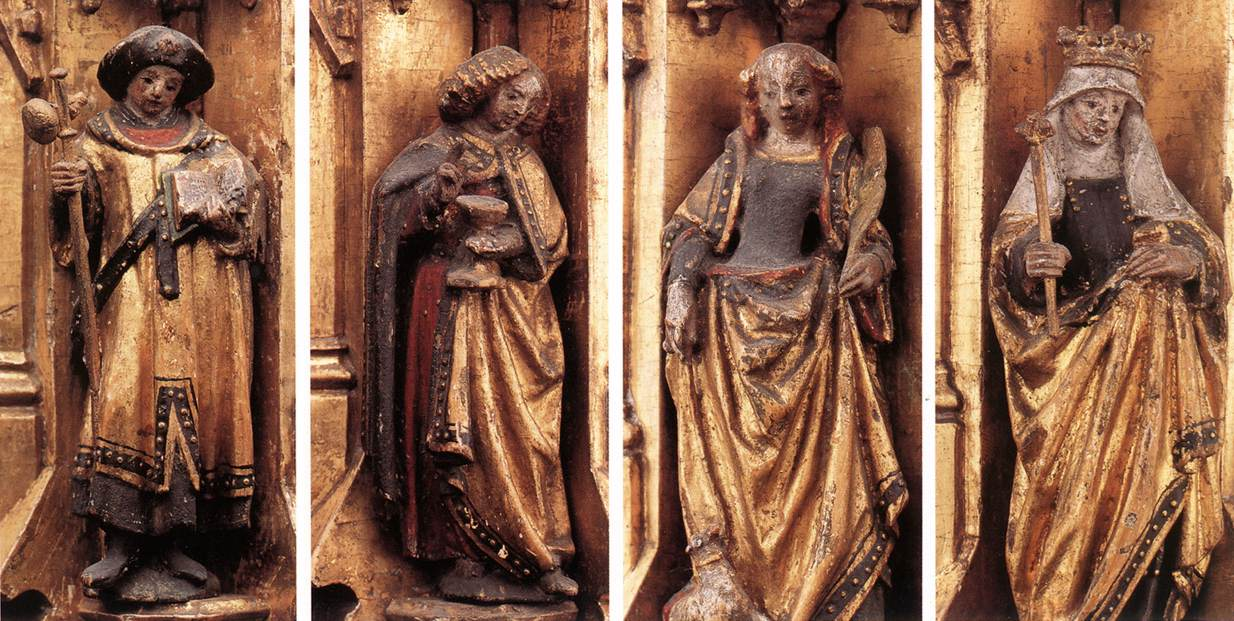
Les quatre statuettes : Jacques, Jean, Agnès, Élisabeth.

La châsse est un coffre en bois de chêne doré couvert, à sa partie supérieure, par deux surfaces inclinées. Selon une coutume ancestrale, elle se présente comme un petit édifice à décoration gothique flamboyante doté de pinacles, de gâbles, de fleurons, entrelacs, avec une façade en forme de flèche, les ouvertures latérales en forme d'arcs et la vision illusionniste de l'intérieur sur les petits côtés. Dans les contreforts aux angles sont insérées des statuettes représentant sainte Agnès, sainte Élisabeth de Hongrie, saint Jean l'Évangéliste et saint Jude ou saint Jacques. Les cènes latérales doivent être considérées comme une métaphore de vitraux. Les dimensions globales du coffre sont de 87 cm de hauteur sur 91 cm de longueur et 33 cm de largeur. On ne connaît pas l'auteur du coffre.
La décoration de Memling comprend huit compositions principales sur les quatre parois de la châsse et six médaillons sur le faîte. Les compositions latérales se présentent comme autant de fenêtres parées d'illustrations de six épisodes de la légende de sainte Ursule; sur le façades figurent d'une part une Vierge à l'Enfant, en pied, avec deux religieuses agenouillées, et de l'autre sainte Ursule abritant sous son manteau quelques-unes de ses compagnes. Sur les versants du toit sont insérés, de chaque côté, trois médaillons, un grand flanqué de  deux petits; les deux médaillons centraux représentent d'un côté sainte Ursule entourée de ses compagnes, de l'autre le Couronnement de la Vierge. Les quatre autres médaillons latéraux montrent chacun un ange musicien, jouant respectivement un psaltérion, une viole, un luth et un orgue portatif. À l'exception de l'arrivée à Rome, toutes les scènes se déroulent au bord du Rhin à hauteur de Cologne et de Bâle.
Les six tableaux principaux, sur les côtés de la châsse, mesurent 37,5 cm de haut et 25,5 cm de large. Les deux tableaux sur les petits côtés mesurent 45,5 cm de haut et 18 cm de large. Sur les versants, les grands médaillons ont un diamètre de 18 cm, et les petits de 11,5 cm.
La châsse était destinée à conserver les reliques des Onze Mille Vierges et d'un certain nombre de saints, ainsi que quelques souvenirs rapportés de Terre Sainte. Le 21 octobre 1489, une cérémonie eut lieu dans le chœur de l'église de l'hôpital Saint-Jean (Sint-Janshospitaal) à l'occasion de la translation des reliques de leur ancienne châsse dans la nouvelle. La translation fut effectuée par le suffragant de Tournai, Gilles de Bardemaker, évêque de  Sarepta, en présence de nombreuses personnalités, notamment Jan Floreins, Jossine de Dudzele ; l'acte dressé de cette translation ne mentionne pas le nom du peintre.
Jusqu'en 1839, la châsse était conservée dans une armoire et n'était montrée qu'à l'occasion de certains jours de fête. Malgré cela, on voit des signes de dégradation tant de la peinture que de la décoration sculpturale. Comme l'indiquent des traces de découpage, il y avait à l'origine des petits arcs qui prolongeaient la courbe des pendentifs à l'intérieur des tableaux pour former avec eux une double arcade. Ces décorations ont été enlevées vers 1858 et le ciel retouché à ces endroits.

## La légende de sainte Ursule

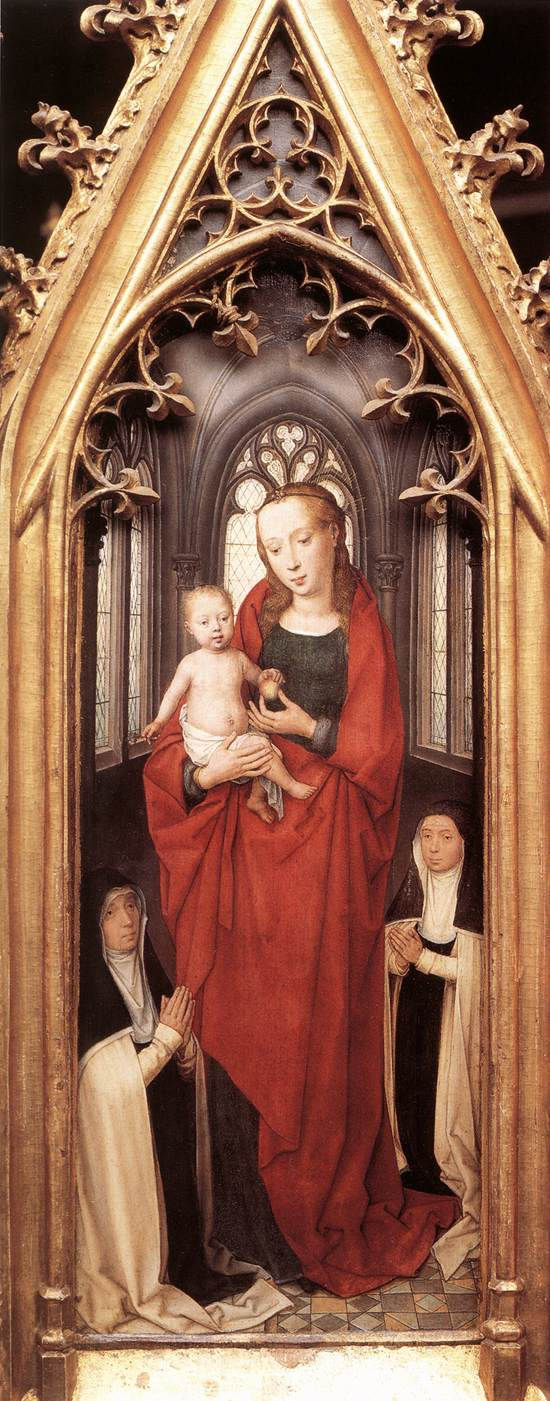
Vierge à l'Enfant et donatrices.

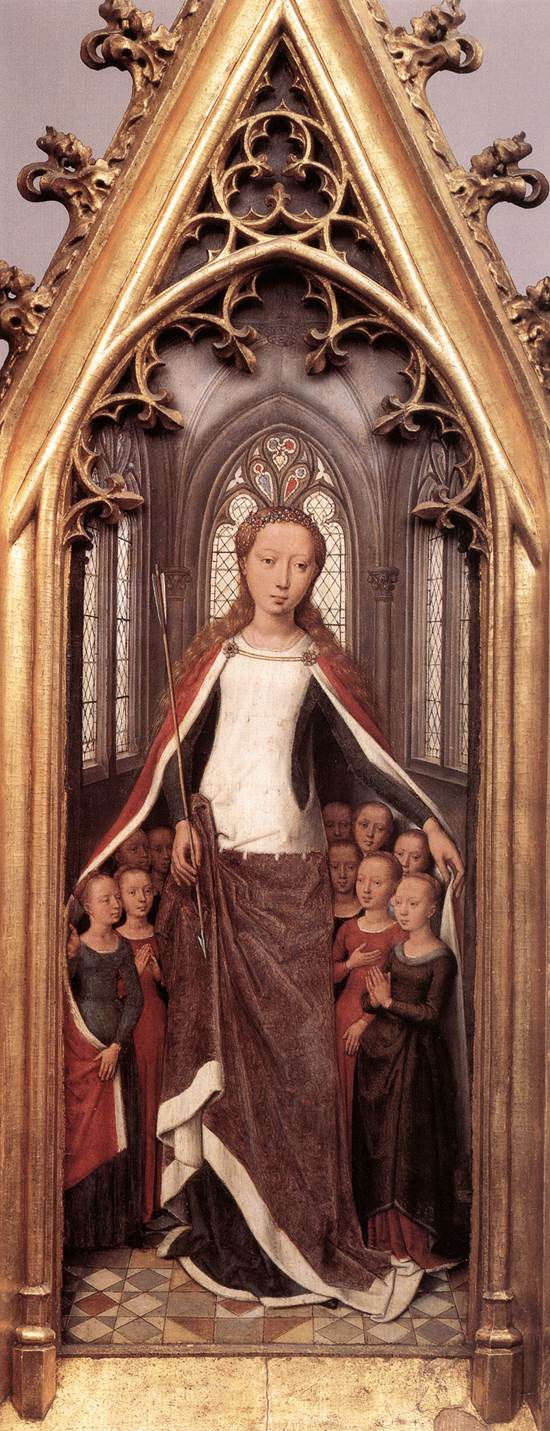
Sainte Ursule protectrice.

La légende de sainte Ursule, telle qu'elle est à la base des tableaux et de la châsse, est la suivante : « La fille du roi de Bretagne, Ursule, est demandée en mariage par Ethéré (ou Éthère ou Eutherius), le fils du roi d'Angleterre, encore païen. Ursule, inspirée de Dieu, conseille à son père d'accéder à la demande du prince à condition qu'on lui confierait onze mille vierges ; qu'on équiperait des vaisseaux ; qu'on lui accorderait un délai de trois ans pour faire le sacrifice de sa virginité, et que le jeune homme lui-même se ferait baptiser et instruire dans la foi, dans le même espace de trois ans. Le jeune homme se fait baptiser, de toutes parts les vierges s'empressent, de toutes parts les hommes accourent. Grand nombre d'évêques se joignent à Ursule et à ses compagnes qu'ils veulent suivre; parmi eux se trouvera Pantulus, évêque de Bâle, qui les conduit jusqu'à Rome, et qui, à son retour, reçoit avec elles le martyre. Embarquées sur onze bateaux, elles rejoignent Tiel et remontent le Rhin jusqu'à Cologne. Là un ange apparaît à Ursule et lui prédit qu'elles reviendraient toutes ensemble en ce lieu où elles recevraient la couronne du martyre.
Sur l’avis de l’ange, elles abordent à Bâle, où, ayant quitté leurs navires, elles et se rendent à pied à Rome. Elles y sont accueillies par le pape Cyriaque qui a du ciel la  révélation qu'il devait recevoir la couronne du martyre avec les vierges. Il renonce à son pontificat pour accompagner les vierges. Pour avoir quitté le siège apostolique malgré le clergé, celui-ci efface son nom du catalogue des pontifes.
Accompagnées de Cyriaque, de nombreux dignitaires religieux et nobles, Ursule et ses compagnes retournent à Cologne. Ethéré, le fiancé de sainte Ursule, qui était resté en Bretagne, reçoit du Seigneur l’avertissement d'aller à la rencontre de sa fiancée, afin de recevoir avec elle, dans Cologne, la palme du martyre. La ville est alors assiégée par les Huns, prévenus pas les romains, pour qu'ils les tuent à leur arrivée à Cologne parce qu'ils sont chrétiens. Le chef de Huns, voyant la merveilleuse beauté d'Ursule, lui propose le mariage. Mais comme elle rejette sa proposition, il la tue Ursule d'une flèche. »
Memling suit partiellement la Légende dorée de Jacques de Voragine dont une traduction est parue en 1478; il y a une différence notable, avec le prince qui part avec sa fiancée et se fait baptiser par le Pape à Rome.
Dans la Légende dorée, cette histoire est agrémentée de nombreux détails dont il ressort d'une part que le périple de trois ans que fait Ursule est une grande fête pieuse mais joyeuse, et que d'autre part de nombreuses personnes, dignitaires d'église, nobles, rois et reines sont nommément citées comme participant à ce voyage ou en le soutenant. Il n'est donc pas impossible que les nombreux personnages qui figurent dans les tableaux de Memling représentent des personnalités connues à l'époque. De plus, des détails ont été ajoutés à la légende par Élisabeth de Schönau que l'on retrouve dans le récit.
Une autre version de la légende de sainte Ursule, citée dans la Notice des tableaux de l'hôpital Saint-Jean et attribuée à Sigebert de Gembloux, fait d'Ethéré un prince nommé Conan, et place la légende sous le règne des empereurs Alexandre Sévère (qui tolérait les chrétiens) puis Julien Maximilien (qui au contraire les poursuivait). C'est le même pape Cyriaque qui intervient, par contre les princes et cardinaux cités ne sont plus les mêmes. Il faut juste noter que dans cette version aussi, c'est une épopée où interviennent de nombreux personnages illustres de l'époque.
La version « moderne » de la légende n'a plus rien à voir avec ces récits, ni dans la fond ni dans la forme.
Ces textes hagiographiques, de la fin du Moyen Âge, s'appuient sur les visions de Élisabeth de Schönau selon laquelle le prince et le pape subirent le martyre. Mais dans les sources religieuses les plus anciennes, les Huns n'ont tué que Ursule et les vierges seulement, conformément aux chroniques ; le prince, identifié avec Conan Mériadec, se serait converti à Rome et, après avoir épousé Ursule, il retourna immédiatement dans son pays natal avec Gadeon, leur nouveau-né, tandis que la princesse poursuivait son pèlerinage en Europe. Après être devenu veuf, Conan épouse Darerca, sœur de Saint Patrick,,,.

## Les étapes du périple, peintes par Memling

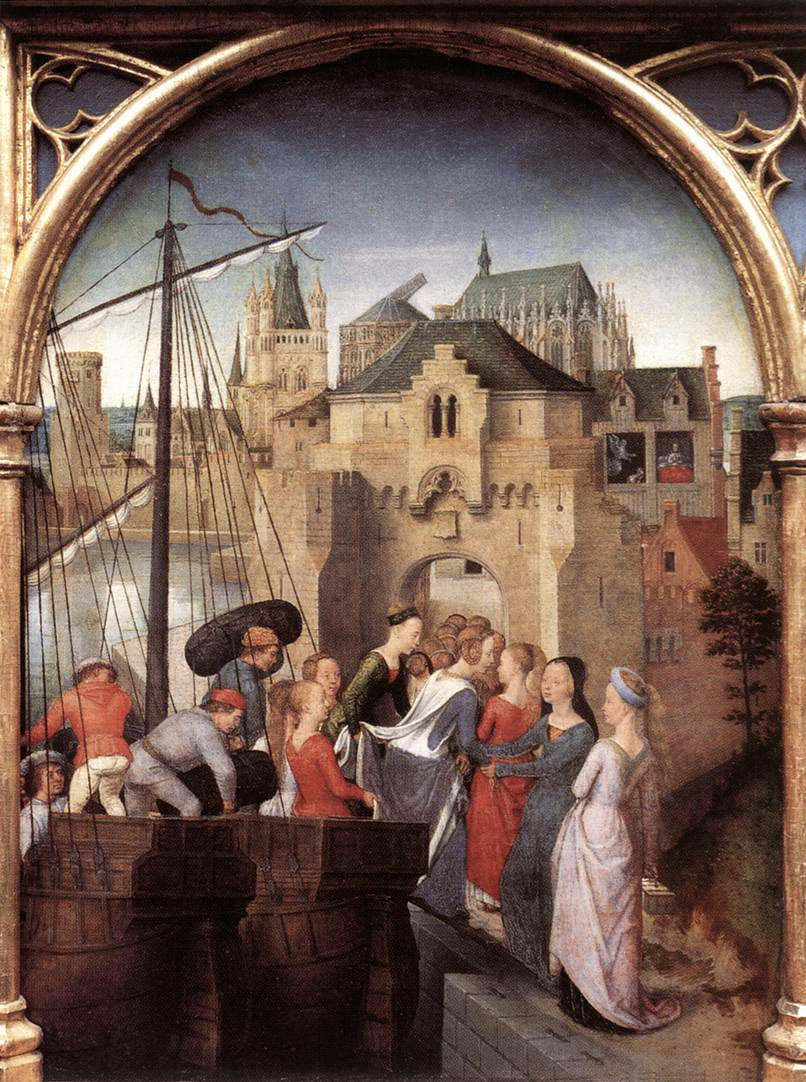
1. Arrivée à Cologne.

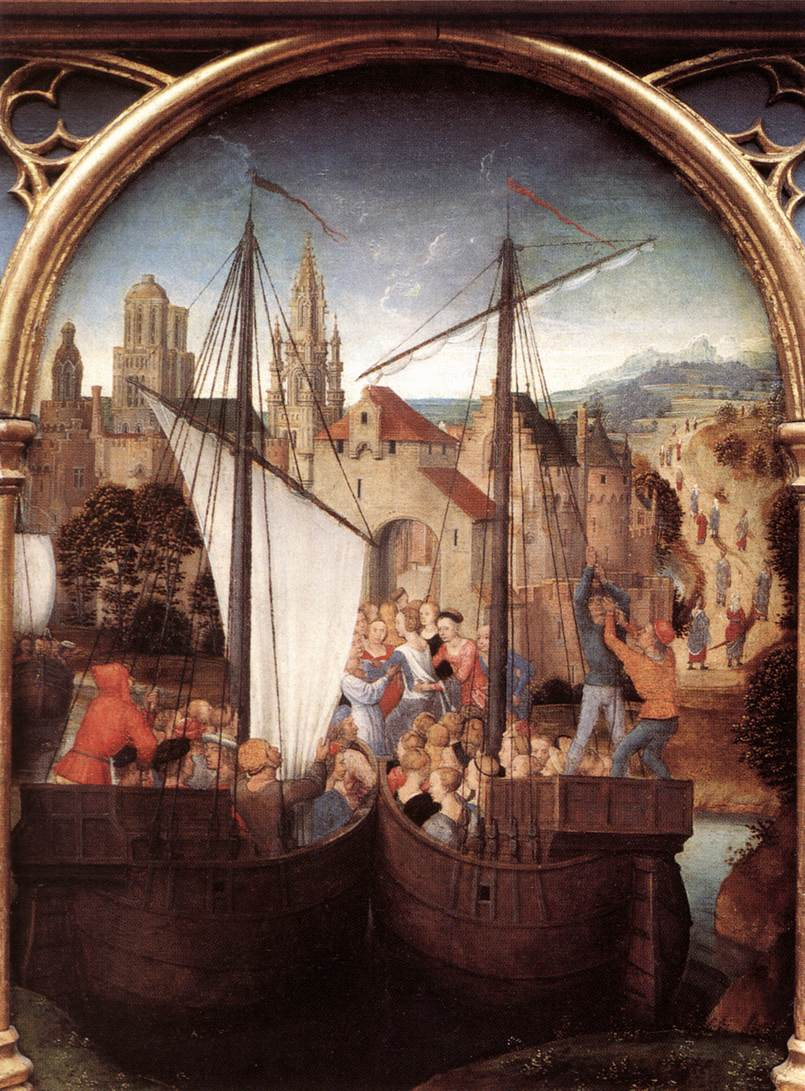
2. Arrivée à Bâle.

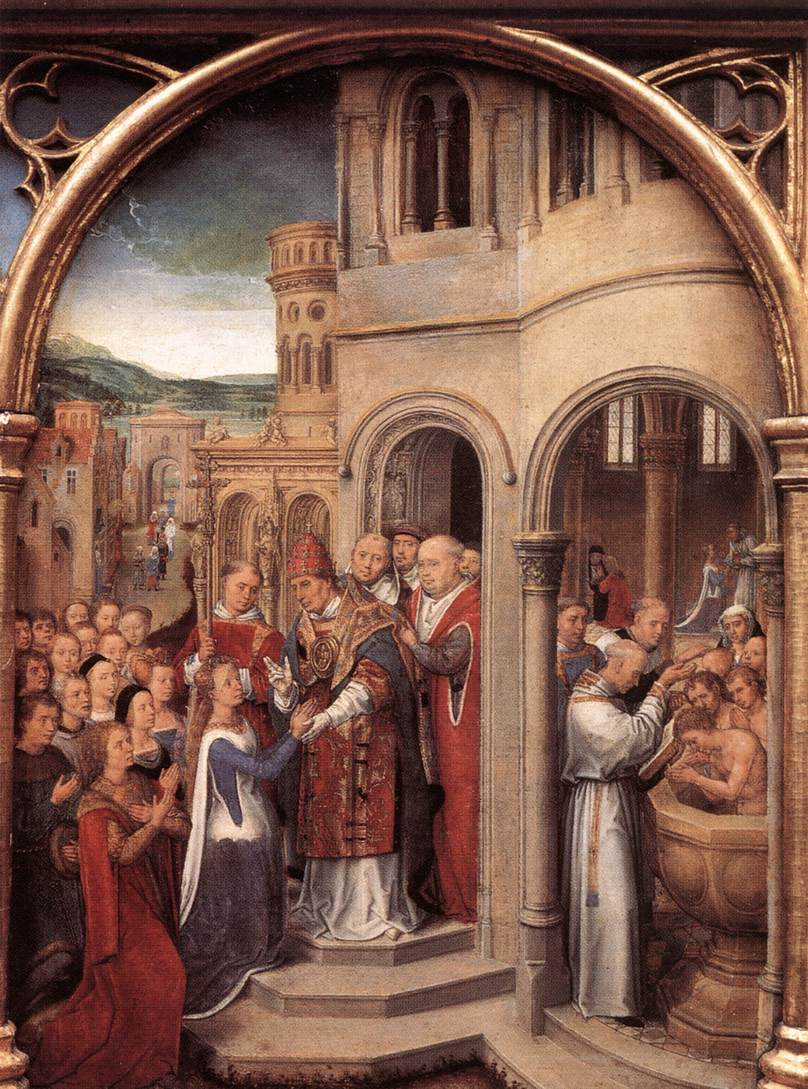
3. Arrivée à Rome.

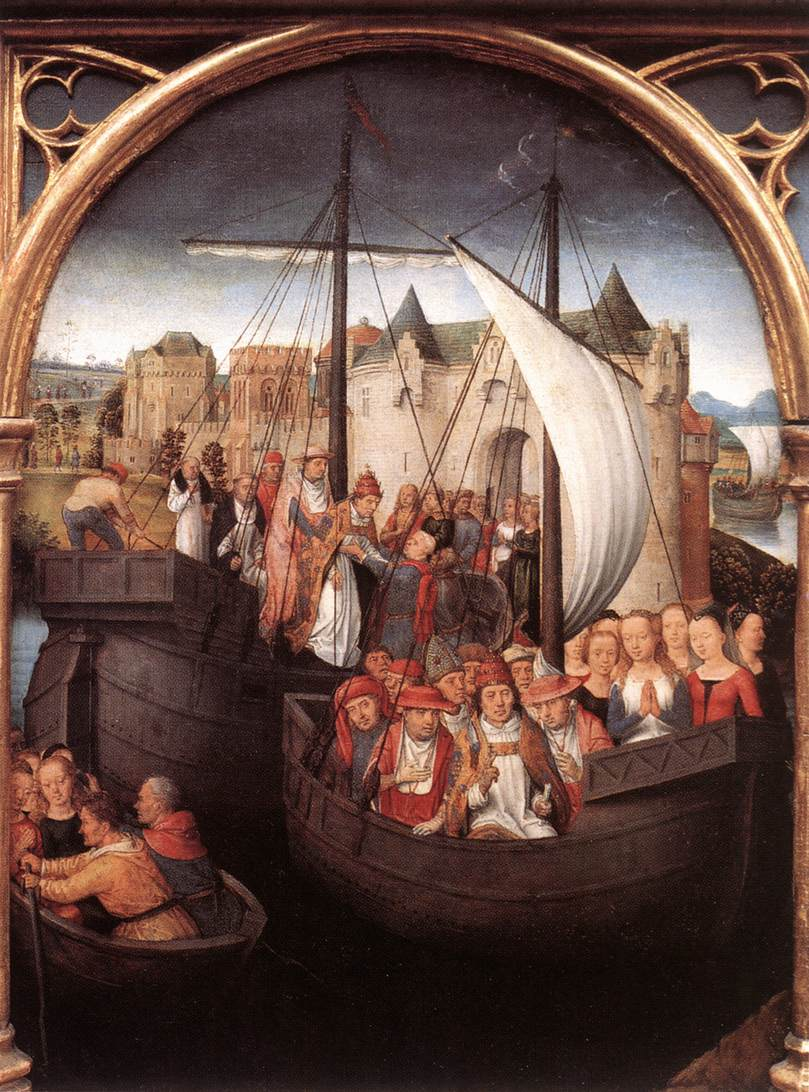
4. Retour de Bâle.

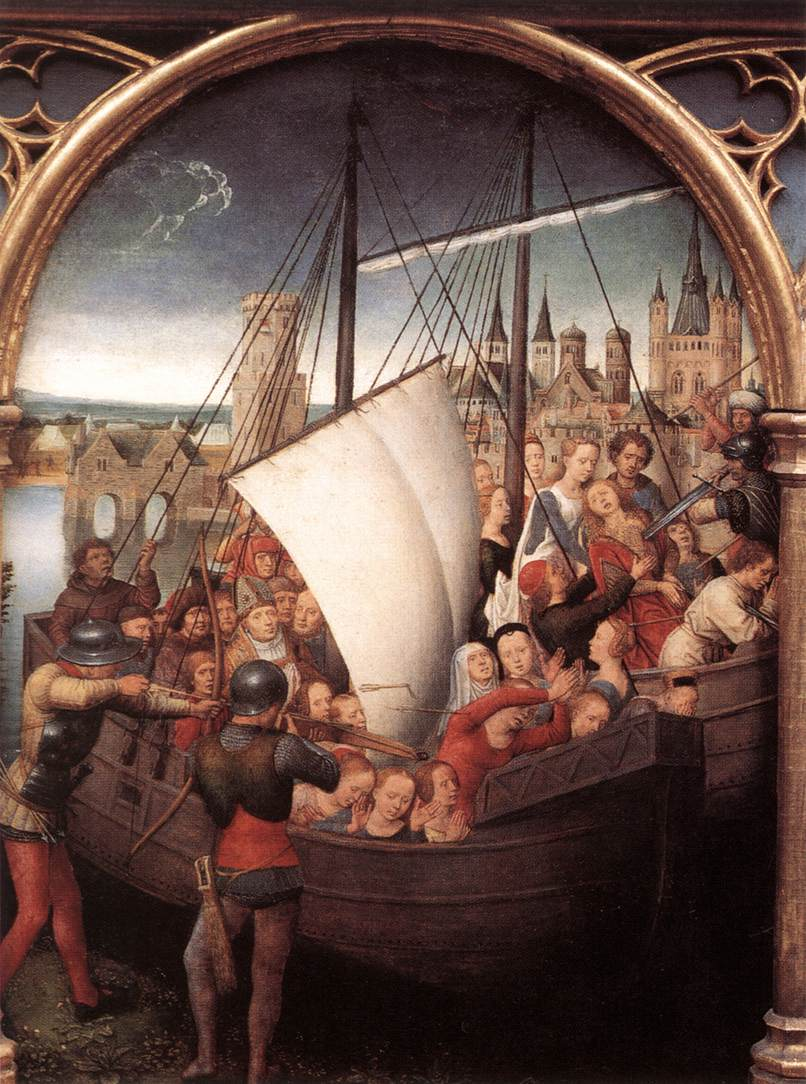
5. Martyre des Onze Mille Vierges.

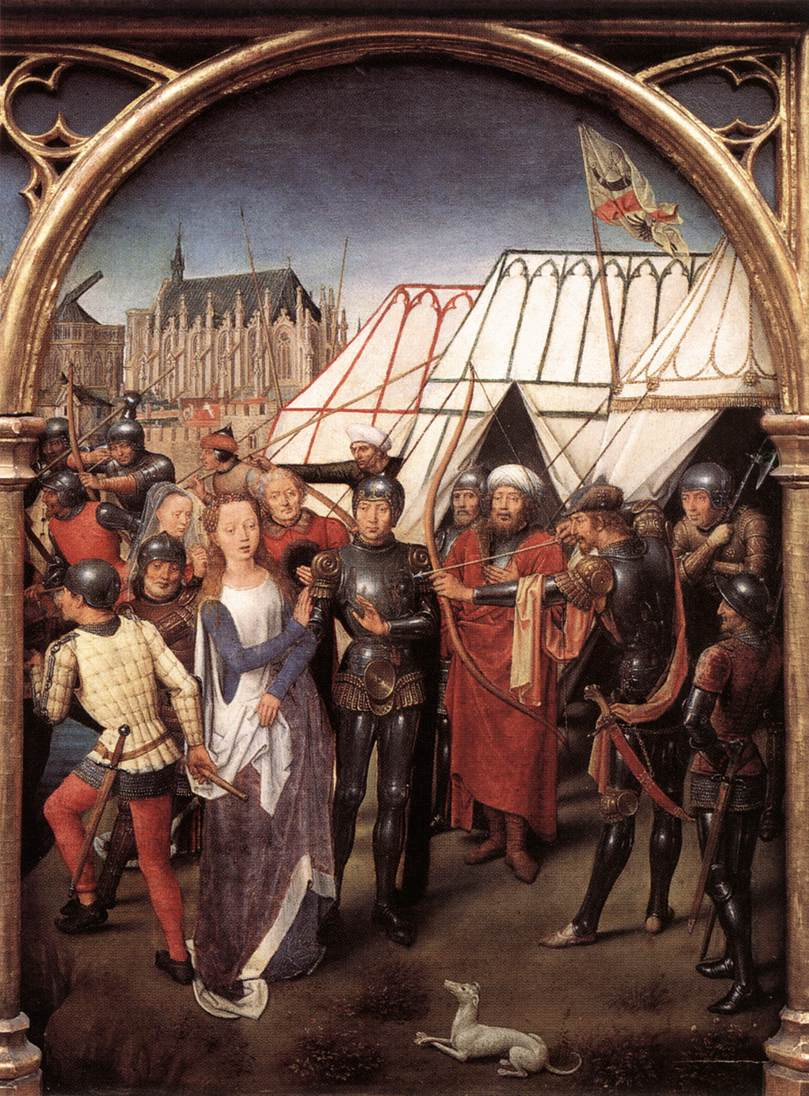
6. Martyre de saint Ursule.

1. Arrivée à Cologne. Avec ce panneau, situé à droite de la composition de la Vierge à l'Enfant, commence le récit de la légende. Ursule descend du bateau, aidée par une compagne; une autre tient à la main une petite boîte, une autre soutient sa traîne. La compagnie franchit une des portes de la ville. Des matelots sortent les bagages de la cale. Certains édifices de Cologne sont identifiables : de droite à gauche la cathédrale inachevée, l'église Saint-Martin, une tour de Saint-Séverin, la tour de Sainte-Marie Lyskirchen et le Bayenturm (de). En haut à droite, à travers deux fenêtres d'une maison, on voit dans l'intérieur d'une chambre l'ange qui apparaît à Ursule pour lui annoncer son martyre au retour. Une servante effrayée est au pied du lit d'Ursule.
2. Arrivée à Bâle. Second épisode de la vie de sainte Ursule. La flotte, qui n'est plus représentée que par deux bateaux, jette l'ance à Bâle. Memling fit également débarquer des hommes, selon le récit d'Élisabeth de Schönau. Les matelots enroulent les voiles. Les bâtiments du fond ne sont pas identifiables. L'église Élisabeth est peut-être le bâtiment dont on voit la tour en style gothique tardif.
Ursule et ses compagnes quittent les navires et se rendent à pied en Italie. On voit à droite une série de personnes quittant la ville en direction des Alpes est représentées par une chaîne de montagnes.
3. Arrivée à Rome. Les pèlerins entrent dans la ville, en haut à gauche. La tour circulaire avec oculi et colonnades  au second plan suggère peut-être le château Saint-Ange. Le pape Cyriaque est devant un bâtiment qui peut être la basilique de Latran et, entouré de dignitaires religieux, il accueille sainte Ursule. Derrière Ursule s'agenouille Eutherius entièrement vêtu de rouge qui est venu la rejoindre. Ursule porte désormais une coiffe avec un voile et les cheveux déliés, et elle restera coiffée ainsi jusqu'à la fin. À l'intérieur, il y a le baptême des compagnons du prince. Dans le fond, à droite, sainte Ursule reçoit la communion et à gauche, Eutherius se confesse.
4. Retour à Bâle. Sur le côté opposé à celui des trois premières scènes, le quatrième tableau représente la sainte de retour à Bâle, accompagnée du pape et des cardinaux venus de Rome pour l'escorter. De nombreux dignitaires d'église sont représentés. Selon le principe de la narration simultanée, on voit le pape embarquer sur un navire, puis voguant sur l'eau; de même, Ursule est d'abord dans la suite du pape sur le quai, puis à côté de lui dans le bateau. Un autre bateau est sur le Rhin, tout à droite. Quelques vierges sont emmenées en canot. Elles restent à Bâle pour évangéliser la population, selon le récit d'Élisabeth de Schönau. Les bâtiments de la ville sont assez différents de ceux représentés à l'arrivée.
5. Martyre des Onze Mille Vierges. La scène et la suivante sont le prolongement spatial l'une de l'autre. Les dirigeants romains ont chargé les Huns d'attendre les pèlerins à Cologne. De retour à Cologne, les Huns massacrent les pèlerins avec des épées, des arbalètes, des flèches et d'autres armes. Sainte Ursule est en train de soutenir Eutherius transpercé par une épée. Le panorama de la ville de Cologne est encore plus visible et détaillé que sur la première image. On voit, en plus du Bayenturm (de) et Saint-Séverin, l'église Sainte-Marie-du-Capitole, Sainte-Marie Lyskirchen, la basilique des Saints-Apôtres, l'église Saint-Martin et la cathédrale. Sur le deuxième bateau, le pape Cyriaque est bien en vue.
6. Martyre de sainte Ursule. Dernier épisode. Ursule repousse la demande en mariage du chef des Huns, et elle est tuée d'une flèche par lui. Deux personnages plus âgés, situés derrière Ursule, assistent à l'exécution avec un air de commisération intense. Ce sont apparemment des bourgeois de Bruges qui ne font pas partie du groupe légendaire. Le personnage enturbanné pourrait être un potentat romain ou le chef des Huns. Le soin extrême apporté par Memling se confirme dans l'élégance des armures, où il ajoute le reflet des personnages : sur l'armure du jeune homme à côté d'Ursule, on voit réfléchie l'image d'Ursule et du chef bandant l'arc, y compris de l'étole sur son bras. De même, le soldat à côté du chef se reflète dans l'armure de celui-ci. La bannière au-dessus de la tente décorée de têtes de lion a une double enseigne : une sorte de corne entourée d'une bandoulière, et une aigle.
Le décor a été conçu avec un grand soin. Le Rhin traverse la châsse, délimité à l'avant par le flot des personnages et à l'arrière par l'architecture. D'un côté du reliquaire, les navires naviguent de droite à gauche, ils viennent du nord et jettent l'ancre sur la rive gauche - la ville est donc à leur droite - tandis que sur les scènes opposées, les bateaux font voile de gauche à droite, vers le nord en descendant le fleuve le long de la rive droite et donc la ville est à leur gauche. De Vos est même capable de reconstituer avec précision l'angle du point de vue sur la ville.

## Les tableaux latéraux
Peintes aux extrémités de la châsse sur les petits côtés, les deux tableaux représentent une Vierge à l'Enfant et sainte Ursule. Les deux personnages féminins sont debout;  dans un trompe-l'œil elles sortent de la chapelle et  invitent le spectateur à y entrer. Les têtes des deux femmes s'insèrent si précisément dans les arcatures des fenêtres du fond qu'elles semblent porter des diadèmes.
Peinte à l'autre extrémité, sainte Ursule abrite dans les plis de son manteau un groupe de vierges, représentées à plus petite échelle. Ce type de représentation rappelle la Vierge de miséricorde.
Dans le tableau de la Vierge à l'Enfant, les deux religieuses seraient deux sœurs de l(Hôpital, Jossine van Dudzeele et Anna van den Moortele, donatrices présumées de ce reliquaire. De Vos met en doute en doute cette identification, car la première n'est nommée prieure qu'en 1489, année de la consécration de la châsse, et la commande a dû être faite au moins un an plus tôt. Il pense que les deux personnages représentent simplement la communauté religieuse.

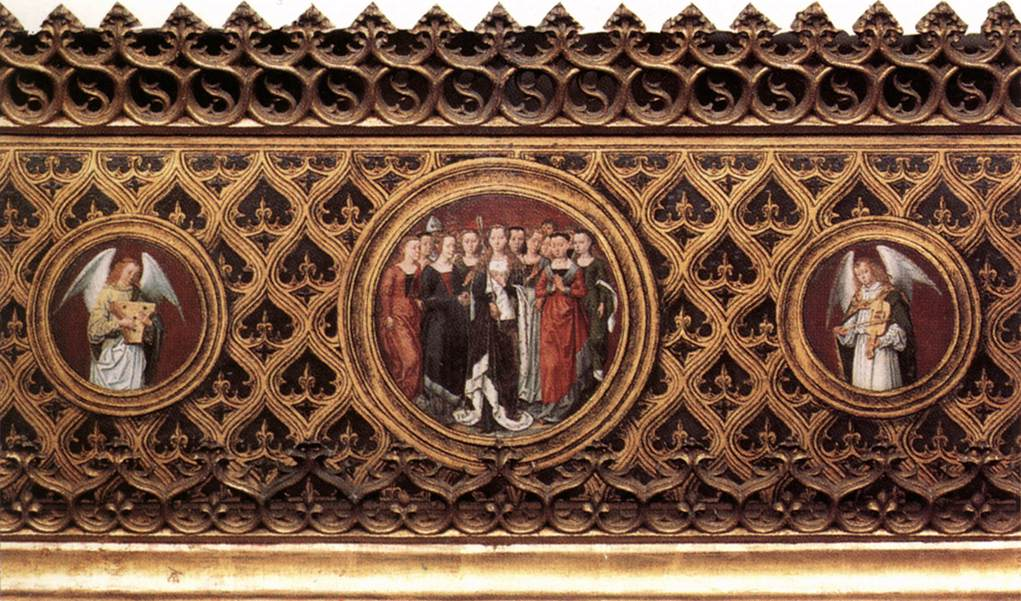
Volet du toit. Psaltérion, vierges entourant Ursule et viole.

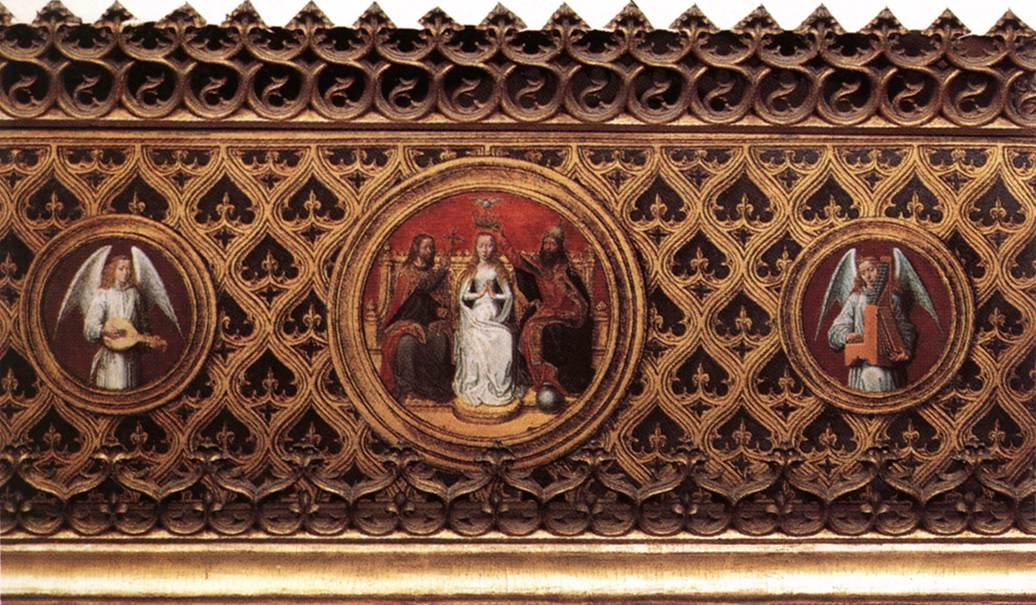
Volet du toit. Luth, couronnement de la Vierge et orgue portatif.

## Les médaillons
Les deux médaillons centraux représentent d'un côté sainte Ursule entourée de ses compagnes, de l'autre le Couronnement de la Vierge. Ici, les vierges entourant Ursule sont peintes à la même échelle que la sainte.
Les quatre autres médaillons latéraux montrent chacun un ange musicien, jouant respectivement un psaltérion, une viole, un luth et un orgue portatif. Friedländer a estimé que ces peintures étaient plus faibles et probablement exécutées par l'atelier. Faggin estime qu'après un récent nettoyage, la qualité des médaillons est tout à fait digne de Memling.